# Мальдре, Хиллар Виктор
Хиллар Виктор (Викторович) Мальдре (род. 22 октября 1931, Таллин) — советский спортсмен, игрок в футбол и нападающий в хоккее с шайбой.

## Биография
Воспитанник футбольной команды таллинского «Спартака». Играл за таллинские клубы «Сокол» (1951—1952, 1954), «Динамо» (1954, 1955—1957), КБФ (1955), «Пунане Койт» (1959), «Калев» (1960), «Норма» (1960—1961), «Таксопарк» (1962). В составе «Калева» провёл один матч в чемпионате СССР — 6 июня 1960 года дома против «Зенита» (0:1).
В хоккей играл за «Динамо» Таллин (1950/51), «Спартак» Таллин (1951/52), за сборную Эстонской ССР (1959/60 — в зоне союзных республик первенства РСФСР в форме «Калева», Спартакиада 1962).